# كوتشك يورت شيخان
كوتشك يورت شيخان (بالفارسية: کوچک‌یورت شیخان) هي قرية تقع في غلستان في إيران. يقدر عدد سكانها بـ 884 نسمة .